# Дулеу (Караш-Северин)
Дулеу (рум. Duleu) насеље је у Румунији у округу Караш-Северин у општини Фарлиуг. Oпштина се налази на надморској висини од 157 m.

## Прошлост
По "Румунској енциклопедији" место се први пут помиње 1690-1700. године. Пописано је у њему 1717. године 70 кућа. Од 1800. године дато је село спахији српском племићу, Павлу Јовановићу.
Аустријски царски ревизор Ерлер је 1774. године констатовао да место "Дулео" припада Тамишком округу, Чаковачког дистрикта. Становништво је било претежно влашко. Када је 1797. године пописан православни клир у месту је један свештеник. Парох, поп Јован Поповић (рукоп. 1789) знао је само румунски језик.

## Становништво
Према подацима из 2002. године у насељу је живело 247 становника.

### Попис2002.
| Расподела становништва по националности 2002.‍ | Расподела становништва по националности 2002.‍ | Расподела становништва по националности 2002.‍ | Расподела становништва по националности 2002.‍ | Расподела становништва по националности 2002.‍ |
| --------------------------------------------- | --------------------------------------------- | --------------------------------------------- | --------------------------------------------- | --------------------------------------------- |
|                                               |                                               |                                               |                                               |                                               |
| Румуни                                        | Румуни                                        |                                               | 240                                           | 98,0%                                         |
| Немци                                         | Немци                                         |                                               | 5                                             | 2,0%                                          |